# Arcozelo (Barcelos)
Arcozelo é uma povoação portuguesa sede da Freguesia de Arcozelo do Município de Barcelos, freguesia com 3,73 km² de área e 12 824 habitantes 
(censo de 2021), tendo, por isso, uma densidade populacional de 3 438,1 hab./km².

## História
Na área desta freguesia, deteve a Ordem de Malta importantes possessões. Razão pela qual o brasão ostenta a cruz dessa antiquíssima Ordem Religiosa e Militar.

## Demografia
A população registada nos censos foi:
| Distribuição da População por Grupos Etários | Distribuição da População por Grupos Etários | Distribuição da População por Grupos Etários | Distribuição da População por Grupos Etários | Distribuição da População por Grupos Etários |
| -------------------------------------------- | -------------------------------------------- | -------------------------------------------- | -------------------------------------------- | -------------------------------------------- |
| Ano                                          | 0-14 Anos                                    | 15-24 Anos                                   | 25-64 Anos                                   | > 65 Anos                                    |
| 2001                                         | 2985                                         | 2070                                         | 7423                                         | 897                                          |
| 2011                                         | 2227                                         | 1729                                         | 7592                                         | 1292                                         |
| 2021                                         | 1598                                         | 1623                                         | 7540                                         | 2063                                         |

## Geografia
Arcozelo é uma pequena freguesia do Município de Barcelos, embora a mais populosa do município, fazendo fronteira com as freguesias de Tamel (São Veríssimo), Barcelos, Vila Boa e Vila Frescainha (São Martinho e São Pedro), Lijó e Santa Eugénia de Rio Covo.

## Política

### Eleições autárquicas
| Data | %       | V       | %     | V  | %     | V   | %       | V       | %       | V       | %       | V       | %    | V    |
| Data | PPD/PSD | PPD/PSD | PS    | PS | IND   | IND | APU/CDU | APU/CDU | CDS-PP  | CDS-PP  | PSD-CDS | PSD-CDS | B.E. | B.E. |
| ---- | ------- | ------- | ----- | -- | ----- | --- | ------- | ------- | ------- | ------- | ------- | ------- | ---- | ---- |
| 1976 | 45,17   | 4       | 31,64 | 3  | 18,66 | 2   |         |         |         |         |         |         |      |      |
| 1979 | 41,16   | 6       | 29,08 | 4  |       |     | 21,88   | 3       |         |         |         |         |      |      |
| 1982 | 31,99   | 4       | 40,84 | 6  | 16,24 | 2   | 7,61    | 1       |         |         |         |         |      |      |
| 1985 | 31,95   | 5       | 43,50 | 7  | 12,23 | 1   |         |         |         |         |         |         |      |      |
| 1989 | 32,04   | 5       | 44,11 | 6  | 13,24 | 2   | 3,92    | -       |         |         |         |         |      |      |
| 1993 | 39,80   | 6       | 37,44 | 5  | 12,48 | 1   | 6,73    | 1       |         |         |         |         |      |      |
| 1997 | 36,78   | 5       | 49,57 | 8  | 4,78  | -   | 4,11    | -       |         |         |         |         |      |      |
| 2001 | 25,32   | 4       | 58,82 | 9  | 5,65  | -   | 3,01    | -       | 3,03    | -       |         |         |      |      |
| 2005 | 20,94   | 3       | 63,24 | 10 | 4,47  | -   | 2,57    | -       | 4,88    | -       |         |         |      |      |
| 2009 | 30,33   | 4       | 57,18 | 9  | 3,08  | -   | 2,76    | -       | 3,75    | -       |         |         |      |      |
| 2013 | CDS-PP  | CDS-PP  | 53,23 | 8  | 6,80  | 1   | 4,18    | -       | PPD/PSD | PPD/PSD | 23,89   | 4       | 5,32 | -    |
| 2017 | CDS-PP  | CDS-PP  | 45,55 | 7  | 17,26 | 3   | 4,14    | -       | PPD/PSD | PPD/PSD | 20,21   | 3       | 5,27 | -    |
| 2021 | CDS-PP  | CDS-PP  | 48,35 | 7  |       |     | 4,22    | -       | PPD/PSD | PPD/PSD | 30,41   | 5       | 7,09 | 1    |